# 埃尔伯塔 (阿拉巴马州)
埃尔伯塔（英語：Elberta），是美国阿拉巴马州下属的一座城市。面积约为6.76平方英里（约合17.5平方公里）。根据2010年美国人口普查，该市有人口1,498人，人口密度为221.7/平方英里（约合85.6/平方公里）。